# Sorangel Matos
Sorangel Matos Arce (Yaviza, Darién,2 de enero de 1986) es una campeona de un concurso de belleza panameño. Fue la representante oficial de Panamá al certamen Miss Universo 2007.

## Biografía
Matos representó a Panamá en el Concurso Internacional Miss Reina del Turismo en Shanghái - China. Matos compitió en el certamen nacional de belleza Miss Panamá 2006, representando a la provincia de Darién. fue reina del carnaval de Panamá 2007. El 19 de marzo de 2007 fue designada Miss Panamá 2007, convirtiéndose en la primera mujer de la provincia de Darién en ganar el título. Matos representó a Panamá en el certamen Miss Continentes Unidos en Guayaquil - Ecuador. Matos habla español, inglés, italiano, portugués y mide 5'8 (1,75m). Fue la representante oficial de Panamá al certamen Miss Universo 2007, celebrado en la Ciudad de México, México el 28 de mayo de 2007.